# Генеральна конфедерація Королівства Польського

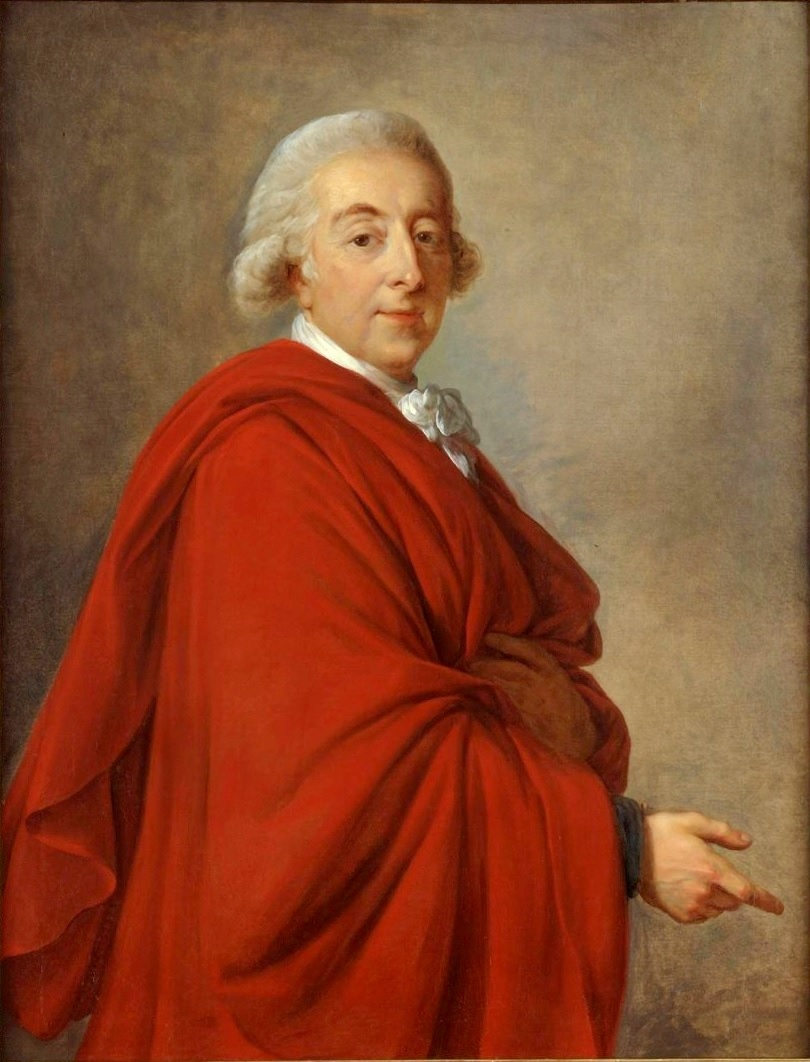
Адам Казимир Чорторийський

Генеральна конфедерація Королівства Польського (Konfederacja Generalna Królestwa Polskiego) — конфедерація утворена за участю французького імператора Наполеона в 1812 році під час франко-російської війни.

## Історія
Формально заснована Сеймом  Герцогства Варшавського 28 червня 1812 року як уряд Речі Посполитої. Маршалом Генеральної ради Конфедерації був призначений Адам Казимир Чорторийський.
Головна мета її діяльності полягала в тому, щоб відновити існування Королівства Польщі, яке було скасовано в результаті розділів Польщі та окупації Варшави Російською імперію. 
Польські політики також висували плани встановити польський контроль на територіях Литви, Білорусі та України звільнених, як вважали члени конфедерації Великої армією від російської окупації. 
Проте Наполеон не підтримував ці їх наміри, і 1812 було відновлено також Велике князівство Литовське, як окреме державне утворення. Наполеон планував створити на території колишнього Великого князівства Литовського два генерал-губернаторства: «Литовське генерал-губернаторство» і «Білоруське генерал-губернаторство».
30 квітня 1813 конфедерація припинила існування.